# 李山 (主教)
李山（英語：Joseph Li Shan；1965年3月—；聖名：若瑟），天主教中华人民共和国籍主教，中國天主教愛國會成員。現任北京總教區主教（2007年-）、中國天主教主教團副主席（2010年-）及中國天主教愛國會主席（2022年-）。

## 生平
李山於1965年3月出生在北京大兴县的一個信徒家庭。1984年至1989年期間，他就读于北京神哲學院。1989年12月21日，李山於24歲時在北京總教區晉鐸。期間，曾出任東堂主任司鐸。
2007年7月16日，42歲的李山當選成為北京總教區主教候選人，以接替2001年12月24日逝去的地下教會團體北京總教區正權主教裴尚德蒙席，及在2007年4月20日逝去的北京總教區自选自圣主教傅鐵山。同年9月21日，在北京聖母無玷始胎主教座堂由沂州教區主教房興耀主禮，永平教區助理主教方建平及奉天總教區助理主教裴軍民襄禮晉牧，聖座随后對李山的任命「表示肯定」。上任后，积极整顿北京教区。现居于宣武门天主教南堂。
2009年6月12日，李山主教当选为北京市天主教爱国会主席及教务委员会主席。2010年12月9日，李山主教在中國天主教第九次全國代表會議上當選成為中國天主教主教團副主席。
李山主教任內分別主禮晉牧2010年的李穌光為江西南昌總教區助理主教、2012年的屈藹林為湖南長沙總教區主教和2016年的丁令斌為山西潞安教區主教。並且，分別襄禮晉牧2010年的武俊維為山西絳州宗座監牧區宗座監牧和2021年的崔慶琪為湖北漢口總教區主教。
2019年5月14日，李山主教和廣東汕頭教區主教黃炳章代表出席在意大利米蘭的天主教聖心大學舉行的國際研討會，題為「1919至2019年東西方和平的希望」。李主教在研討會上發言指聖座和中华人民共和国政府就未來中國大陆主教任命問題簽署的臨時協議，并表示讓所有中國大陆主教完全與教宗和普世教會共融合一，是「我們每個人的願望」。
2022年8月18日至21日期間，在武漢召開的天主教第十次全國代表會議，李山獲選為中國天主教愛國會主席，以接替沂州教區主教房興耀。